# She Drove Me to Daytime Television
She Drove Me to Daytime Television (укр. "Вона привела мене до денного перегляду ТБ") — другий сингл валлійського рок-гурту Funeral for a Friend з альбому Casually Dressed & Deep in Conversation. Дана пісня записана на стороні A подвійного синглу.
Bullet Theory — пісня зі сторони B подвійного синглу.
6 жовтня 2003 року сингл вийшов як «подвійний». На стороні B була композиція «Bullet Theory», що посів #20 в чарті Великої Британії.
До обидвох пісень були представлені відеокліпи.

## She Drove Me to Daytime Television
Пісню було за 1 версією присвячено знаменитості, що притягує до екрана та змушує глядача жити думками про неї. За іншою версією вона описує переживання хлопця, що був одержимий думкою про колишню дівчину, поки вона не залишила його. Після цього герою не залишається нічого, окрім перегляду ТБ аби згаяти час та відпустити думки. Останній куплет тексту передає агресію стосовно дівчини за все заподіяне.
Відео до пісні було представлене 2003 року компанією Warner Music UK. На ньому учасники гурту грають на сцені в темній кімнаті в той час, як камера знімає їх з усіх сторін. Також застосовано ефект рентгенівського випромінювання до кожного учасника.